# Sean Caliz
Sean „Di Dan” Caliz (ur. 1 września 1996) – belizeński piłkarz występujący na pozycji pomocnika lub obrońcy, reprezentant kraju, obecnie zawodnik Wagiyi.

## Kariera klubowa
W 2017 roku Caliz reprezentował barwy drużyny New Site Tire Depot w regionalnych rozgrywkach Dangriga Mayor’s Cup. W lidze belizeńskiej zadebiutował jako zawodnik klubu Verdes FC, z którym wywalczył wicemistrzostwo Belize (2018/2019 Opening). Bezpośrednio po tym odszedł do niżej notowanego Wagiya FC.

## Kariera reprezentacyjna
W seniorskiej reprezentacji Belize Caliz zadebiutował za kadencji selekcjonera Vincenzo Alberto Annese, 14 listopada 2019 w wygranym 2:0 meczu z Gujaną Francuską w ramach Ligi Narodów CONCACAF.